# شمس أباد (محمد أباد كرمان)
شمس أباد (بالفارسية: شمس‌آباد) هي منطقة سكنية تقع في إيران في Mohammadabad Rural District. يقدر عدد سكانها بـ 151 نسمة .